# Кіферонський лев

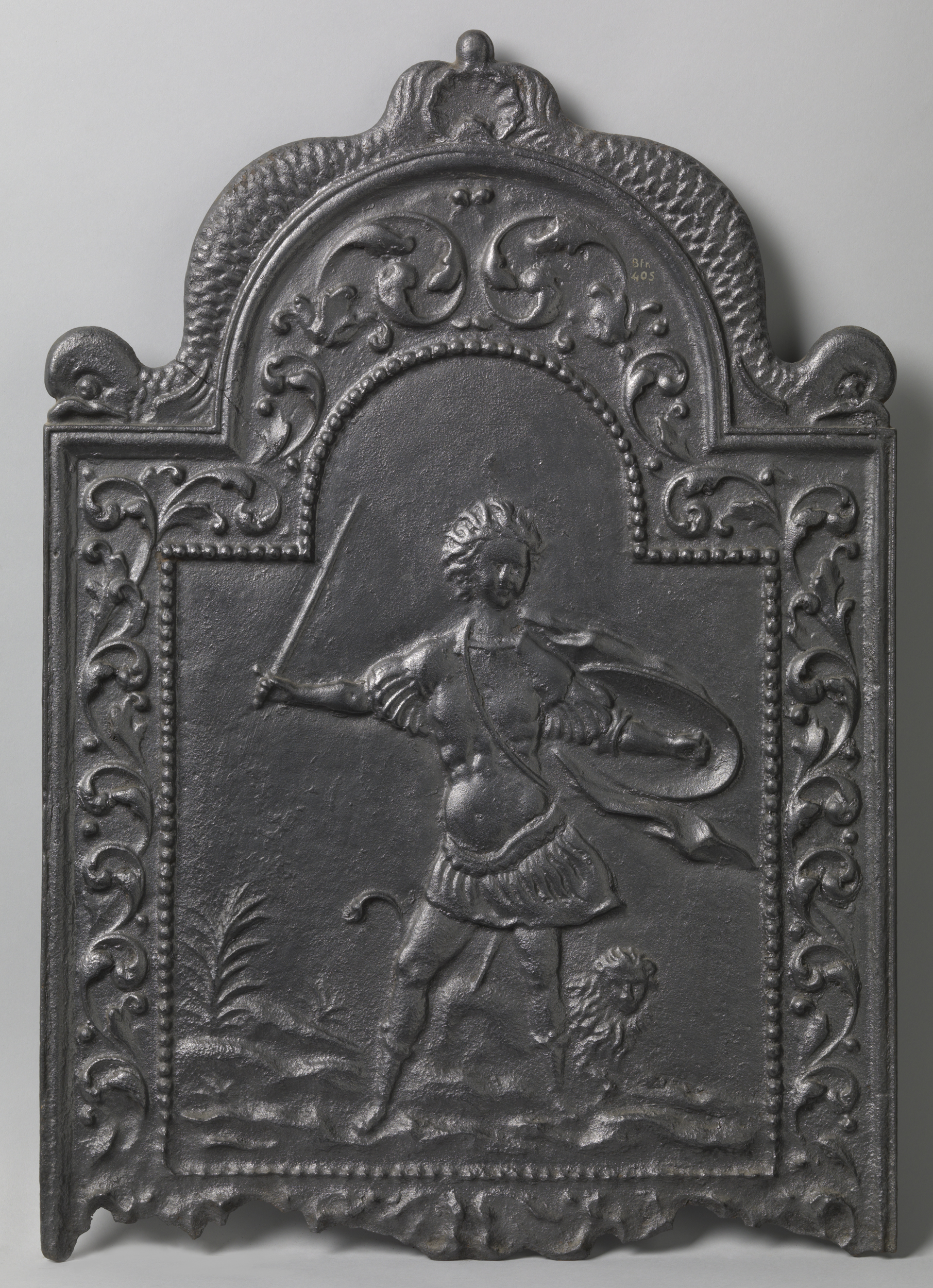
Геркулес і кіферонський лев (німецький фаербек, 17 ст.)

Не плутати з Немейським левом 
Лев Кіферона — лев у грецькій міфології, який переслідував землі царя Амфітріона та царя Феспія або царя Мегарея. Деякі міфи говорять, що його вбив Геракл, а інші кажуть, що його вбив Алкатой з Еліди.
Згідно з Судою, його також називали Теспійським левом і Яружним левом (дав.-гр. Χαραδραῖος λέων, Charadraios leōn), тому що він жив у місці під назвою «Яр» (дав.-гр. χαράδρα, чарадра).

## Геракл
Одна розповідь про міф, записана Аполлодором у Бібліотеці, стверджує, що лев прибув із Кіферона, щоб полювати на худобу, яка належала Амфітріону та царю Феспія Феспійського. Коли Гераклу було вісімнадцять років, Феспій попросив його вбити лева. Полювання зайняло Геракла п'ятдесят днів, протягом яких Феспій приймав його (і кожної ночі Геракл спав з іншою дочкою царя). Після того як Геракл убив лева, він одягнувся в його шкуру і носив його скальп як шолом. Згідно з Судою, він був убитий біля Феспій, перед тим, як Геракл убив Немейського лева.

## Алкатой
За словами Павсанія, написаного у другому столітті до нашої ери, мегарці вірили, що кіферойський лев убив багатьох людей, у тому числі Евпіпа, сина їхнього царя Мегарея. Отже, Мегарей пообіцяв, що той, хто вб'є Лева, одружиться з його донькою і успадкує його трон. Алкатой убив лева і, ставши царем, побудував храм Артеміди Агротери (Мисливниці) (дав.-гр. Ἀγροτέραν Ἄρτεμιν) і Аполлон Агрей (Мисливець) (дав.-гр. Ἀπόλλωνα Ἀγραῖον).
Досить ймовірно, що Алкатой і Геракл вбили різних левів, які отримали однакове ім'я лише тому, що жили і харчувалися в околицях однієї і тієї ж гори..